# La Revilla y Ahedo
La Revilla y Ahedo – gmina w Hiszpanii, w prowincji Burgos, w Kastylii i León, o powierzchni 15,29 km². W 2011 roku gmina liczyła 122 mieszkańców.